# Anthias woodsi
Az Anthias woodsi a sugarasúszójú halak (Actinopterygii) osztályának sügéralakúak (Perciformes) rendjébe, ezen belül a fűrészfogú sügérfélék (Serranidae) családjába tartozó faj.

## Előfordulása
Az Anthias woodsi előfordulási területe az Atlanti-óceán nyugati felének a középső része. Az Amerikai Egyesült Államokhoz tartozó Florida állam vizeiben, valamint a Mexikói-öböl különböző részein lelhető fel.

## Megjelenése
Ez a halfaj legfeljebb 20,8 centiméter hosszú. A hátúszóján 14-15, míg a farok alatti úszóján 7-8 sugár van.

## Életmódja
Az Anthias woodsi trópusi, mélytengeri halfaj, amely 256-421 méteres mélységben tartózkodik. A mélyebben fekvő korallzátonyokat kedveli.